# Eleocharis monantha
Eleocharis monantha là loài thực vật có hoa trong họ Cói. Loài này được Nelmes mô tả khoa học đầu tiên năm 1952.